# Karel Steklý
Karel Steklý (ur. 9 października 1903 w Pradze; zm. 5 lipca 1987 tamże) – czeski reżyser i scenarzysta filmowy. Laureat Złotego Lwa na 8. MFF w Wenecji za film Syrena (1947). Znany również z klasycznych adaptacji prozy Jaroslava Haška - Dobrego wojaka Szwejka (1957) i jego kontynuacji Melduję posłusznie! (1958). W obydwu filmach w rolę Józefa Szwejka wcielił się Rudolf Hrušínský.